# Taro Hamada
Taro Hamada (japanisch 濵田 太郎 Hamada Taro; * 21. Februar 2000 in der Präfektur Wakayama) ist ein japanischer Fußballspieler.

## Karriere
Taro Hamada erlernte das Fußballspielen in der Jugendmannschaft des Iwade FC AZUL, in der Schulmannschaft der Hatsushiba Hashimoto High School sowie in der Universitätsmannschaft der Osaka Sangyo University. Seinen ersten Vertrag unterschrieb er am 1. Februar 2022 bei Ōita Trinita. Der Verein aus Ōita spielte in der zweiten Liga, der J2 League. 2022 wurde er in der zweiten Liga nicht eingesetzt. Zu Beginn der Saison 2023 wechselte er im Februar 2023 auf Leihbasis zum Drittligisten AC Nagano Parceiro. Sein Drittligadebüt für den Verein aus Nagano gab Taro Hamada am 26. März 2023 (4. Spieltag) im Auswärtsspiel gegen Kataller Toyama. Bei dem 3:3-Unentschieden stand er in der Startelf und spielte die kompletten 90 Minuten. Insgesamt stand er zehnmal 2023 für den Drittligisten zwischen den Pfosten. Nach der Ausleihe kehrte er im Januar 2024 zu Ōita Trinita zurück.